# Кашин, Никита Иванович
Ники́та Ива́нович Ка́шин — русский мемуарист, рядовой, затем сержант русской армии первой половины XVIII века.
Известен как составитель записок, озаглавленных «Я, нижеподписавшийся, описываю самовиденное и верно слышанное мною с 1717 до 1725 г., дела, поступки и увеселительные забавы славного и великого императора Петра Алексеевича».
Эти записки, состоящие из 14 сюжетно независимых рассказов, были напечатаны в «Русских анекдотах» (Москва, 1822 год). Впервые записки были частично опубликованы под заглавием «Русский солдат, повествующий о Петре Первом» (Рус. вестн. 1808. Ч. 2. № 10). Научно комментированное издание текстов осуществлено В. В. Майковым под названием «Поступки и забавы имп. Петра Великого» (Труды Общества любителей древней письменности. СПб., 1895. Выпуски CX—CXI).
Рассказы Кашина были использованы Д. Н. Бантыш-Каменским в «Словаре» (1836) в статьях о Стефане Яворском и Апраксине.